# ドゥシャン・ミタナ
ドゥシャン・ミタナ（Dušan Mitana、1946年12月9日 - 2019年5月22日）は、スロバキアの小説家、ミステリー作家、脚本家。作品は17の言語に翻訳されている。代表作は『消えた作家を追って』（Hľadanie strateného autora, 1991）、『スロバキアのポーカー』（Slovenský poker, 1993）。社会の黒幕に立ち向かうアーティストやメディア関係の人間を好んで取り上げる。

## 経歴
ブラチスラヴァのコメニウス大学（en）でジャーナリズムを学んだ後、美術大学で映画を専攻。
共産党政権による検閲が厳しかったチェコスロバキアで1970年、短編集『辛い日々』（Psie dni）でデビュー。1972年には『パタゴニア』（Patagónia）を発表。その後、映画やテレビドラマの脚本の執筆に転じ、『愛の学校』（Škola lásky, 1973）、『ダイナマイト』（Dynamit, 1974）、『シャバート大佐』（Plukovník Chabert, 1976）、『世界の果てまで私は走る』（A pobežím až na kraj sveta, 1979）を書いた。1976年、短編集『夜のニュース』（Nočné správy）で話題を呼んだが、1978年の『出発点で』で共産党系の出版社に目を付けられ、出版界から追放された。その後、1984年に犯罪小説『芝居の結末』（Koniec hry）を完成させたが、検閲官による無断の多くの修正を経て出版されたこの作品により、ミタナの名声は失墜し、ふたたび出版界から追放された。
1989年、共産党政権が崩壊し、検閲は撤廃。ミタナも出版界に復帰し、『消えた作家を追って』（1991）、『スロバキアのポーカー』（1993）、『草案』（Prievan, 1996）、『風の流れ』（1996）、『キリストの蘇生』（Návrat Krista, 1999）など次々と新作を発表している。
2019年5月22日に死去。72歳没。

## 日本語訳作品
- 冬景色を横切って （訳：ケン・オカモト・カミンスキ、光文社『ジャーロ』6号（2002年冬号）（世界のミステリーを読む））（原題：Prechádzka zimnou krajinou）（1976年の短編集『夜のニュース』（Nočné správy）より）